# Parc de la Villette
Parc de la Villette je veřejný park, který se nachází v Paříži v 19. obvodu. Park byl vybudován na místě zrušených městských jatek a se svými 55 ha (z toho 33 ha zelených ploch) je nejrozsáhlejším městským parkem v Paříži. Středem parku protéká Canal de l'Ourcq, přes který vedou dva mosty pro pěší. Park se skládá z různých tematických zahrad a hřišť a je charakterizován červenými stavbami. Park se nazývá podle bývalé vesnice La Villette, která byla připojena k Paříži.

## Historie
V letech 1859–1867 zde na okraji Paříže byla z rozhodnutí Napoleona III. vybudována rozsáhlá městská jatka. Po necelých 100 letech jatka dosloužila. 25. října 1973 bylo rozhodnuto o zrušení jatek a v roce 1974 začala postupná demolice budov, až byly téměř všechny strženy. Jatka byla definitivně uzavřena 15. března 1976 a stát téhož roku vyhlásil soutěž na obnovení La Villette.
13. července 1979 byla založena veřejnoprávní společnost pro park La Villette. Byl přijat návrh na vytvoření parku a muzea, jehož realizace však postupovala velmi pomalu. K Cité des sciences et de l'industrie (Muzeum vědy a techniky) přibyl ještě návrh na Cité de la musique (Muzeum hudby). Architektonická soutěž na definitivní realizaci byla zahájena 8. dubna 1982 a zadání zakazovalo vytvoření náměstí, lesa nebo sídliště. Konkursu se zúčastnilo 805 architektonických skupin z 41 zemí. Porota zahrnující architekty, krajináře, politiky, historiky, teoretiky umění, sochaře, sociology, malíře a biology vybrala do druhého kola devět projektů, z nichž vyšel 25. března 1983 vítězně francouzský architekt švýcarského původu Bernard Tschumi.

## Vybavení a využití parku

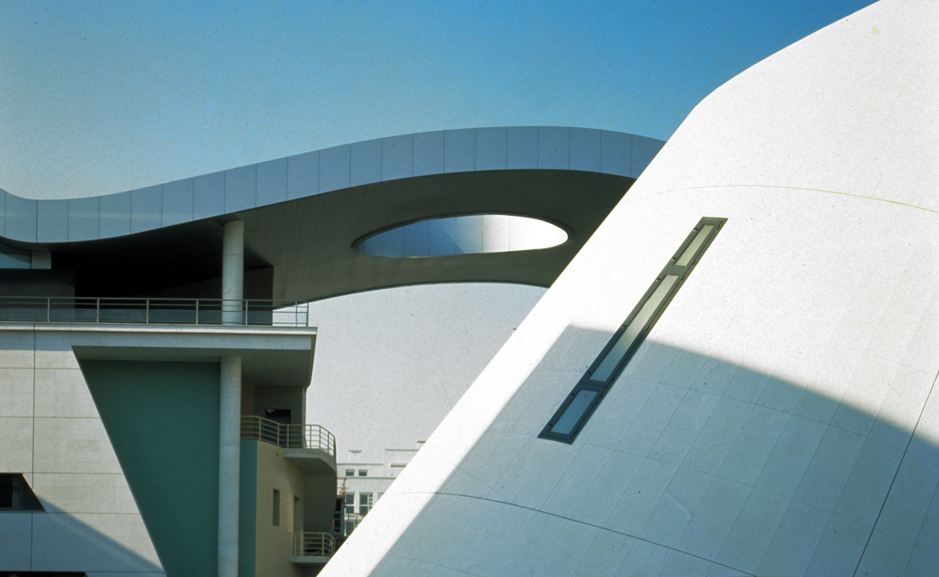
Cité de la musique

Park nabízí po celý rok kulturní program jako jsou výstavy, divadelní představení, koncerty, cirkusy, letní kino aj. Park je spojen s parkem Buttes-Chaumont alejí Darius Milhaud. Kanálem Ourcq je možné doplout trajektovou dopravou až na náměstí Place de Stalingrad.
V parku se nacházejí především tyto objekty:
- Cité des sciences et de l'industrie – Muzeum vědy a techniky
- La Géode – panoramatické kino
- Cité de la musique – jeho součástí je Muzeum hudby
- Conservatoire national supérieur de musique et de danse de Paris
- Zénith de Paris – koncertní sál
- Grande halle de la Villette – poslední pozůstatek jatek přetvořený na knihovnu
- Philharmonie de Paris – koncertní sál
- Tematické zahrady: bambusová zahrada, zahrada dětinské hrůzy, zahrada popínavých rostlin, zahrada rovnováhy, zahrada ostrovů, zahrada zrcadel, zahrada dun, zahrada akrobatů, dračí zahrada, zahrada větrů
- Cinaxe – kino
- ponorka Argonaute (S636) – vyřazená vojenská ponorka
- Le Trabendo – koncertní a divadelní sál
- Cabaret Sauvage – divadelní sál
- Théâtre Paris-Villette
- Maison de la Villette
- jezdecké centrum
- hudební pódium
- rozměrná socha Bicyclette ensevelie (Zahrabané kolo)